# 学校法人三浦学園
学校法人三浦学園（がっこうほうじんみうらがくえん）は、東京都品川区豊町に法人本部をおく学校法人。理事長は三浦洋義。

## 設置校
- 有明教育芸術短期大学
- 品川学藝高等学校
- 品川学藝幼稚園
- 品川学藝保育園